# Karl Lausecker
Karl Lausecker (* 10. November 1928 in Wien; † 21. September 2015 ebenda) war ein österreichischer Politiker (SPÖ).
Karl Lausecker besuchte ein Realgymnasium. Nach der Matura 1947 trat er in den Bundesdienst.
Von 1948 bis 1973 übte er verschiedene Funktionen in der Gewerkschaft öffentlicher Dienst aus.
Von 1973 bis 1983 war er Abgeordneter zum Nationalrat.
Von 1973 bis 1977 war er Staatssekretär im Bundeskanzleramt, von 1977 bis 1984 Bundesminister für Verkehr und kurz im Jahr 1979 für Bauten und Technik.
Von 1985 bis 1995 war Karl Lausecker Vorsitzender der ERP-Kreditkommission ("European Recovery Program").
Als Verkehrsminister wird er mit wichtigen Entscheidungen wie den Ausbau des Autobahnnetzes, der Verlegung von Güterverkehr von der Schiene auf die Straße und den Ausbau des Telefonnetzes in Verbindung gebracht. Er wird als musikliebender Politiker mit umfassender Sach- und Detailkenntnis beschrieben. Die Wiener Philharmoniker verliehen ihm als Ehrung die Schalk-Medaille, der ehemalige Vorstand der Wiener Philharmoniker Clemens Hellsberg widmete ihm einen Nachruf. Er wurde am Hietzinger Friedhof  in einem ehrenhalber gewidmeten Grab bestattet.